# Piroga

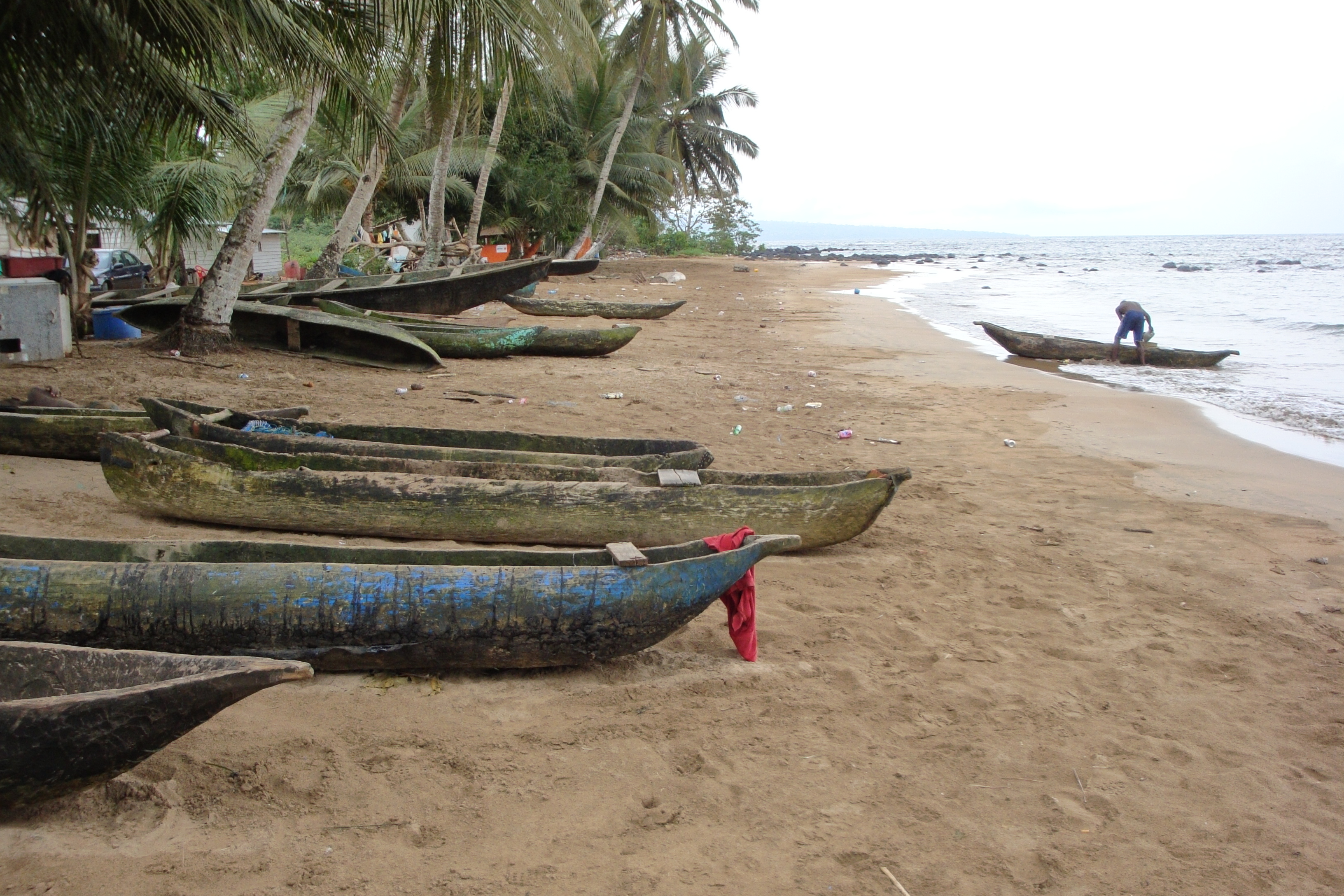
Piroga, Equatorial Guinea

Piroga je domorodá dlabaná lodice, která je vyráběna vydlabáním z jediného kusu kmenu. Jedná se tedy o plavidlo zvané monoxyl. Loď bývá obvykle poháněna lidskou silou pomocí pádel, někdy též silou větru. Setkat se s ní můžeme zejména ve střední a Jižní Americe, v Karibské oblasti, v Africe a v Tichomoří. Někdy může být doplněna stabilizačním plovákem či plováky.
Jméno pochází ze španělského piragua a to bylo přejato z mayštiny.